# San Miguel Ixtahuacán
San Miguel Ixtahuacán ist ein Dorf und ein Municipio im Departamento San Marcos in Guatemala. Der Ort liegt rund 320 km nordwestlich von Guatemala-Stadt und etwa 65 km nördlich der Departamentshauptstadt San Marcos im Hochland der Sierra Madre auf 2050 Metern Höhe. 
San Miguel Ixtahuacán ist von San Marcos aus über eine Landstraße zu erreichen, die östlich des Vulkans Tajumulco über La Grandeza, Serchil und Tejutla in den abgelegenen Norden des Departamentos führt. In dem 184 km² großen Municipio leben rund 35.000 Menschen, davon der weit überwiegende Teil auf dem Land. Über 90 Prozent der Bevölkerung gehört den Mam-Maya an. Subsistenzwirtschaft ist die Regel. Von Bedeutung ist auch der von nordamerikanischen Unternehmen betriebene Bergbau (Marlin mine, Abbau von Gold und Silber). Neben dem Hauptort besteht das Municipio aus den Landgemeinden (Aldeas) Agel, Baljetre Buena Vista, Cabajum, Chilive, Colmito, El Zapote, La Patria, Maquivil, Salitre, Sicabe Bella Vista, Subchal und Triunfo mit insgesamt etwa 100 Weilern. Den Osten des Municipios durchquert der Oberlauf des Río Cuilco, der dann in den Río Grijalva mündet und damit das große mexikanische Wasserkraftwerk La Angostura speist.
Angrenzende Municipios sind Sipacapa im Südosten, Comitancillo im Süden, Tejutla im Südwesten, Concepción Tutuapa im Westen sowie die Municipios San Idelfonso Ixtahuacán, San Gaspar Ixil und Santa Bárbara im Norden und Osten, welche bereits zum benachbarten Departamento Huehuetenango gehören.